# Zapfen (Heraldik)

und im Wappen von Sarrant

Zapfen im Wappen von La Valette-du-Var

Der Zapfen von Nadelbäumen ist in der Heraldik eine gemeine Figur und wird im Wappenschild sehr unterschiedlich gezeigt.
Der Zapfen als Fruchtstand kann alle Farben und Metalle der Heraldik annehmen und wird mit einem Stück oder in größerer Zahl im Schild oder Feld dargestellt. Drei Stück sind eine bevorzugte Menge und sind oft im Dreipass oder 2:1 gestellt. Auch die balkenweise und pfahlweise Stellung bietet sich an.
Der Zapfen mit geschuppter Oberfläche und kurzen Stiel kann hängend, aufrechtstehend oder auch gleichzeitig in einem Feld sein. Auch der fortgeschrittene Reifegrad, durch abstehende Zapfenschuppen angedeutet, ist nicht selten, sollte aber bei der Wappenbeschreibung nicht unerwähnt bleiben. Es können noch Nadeln angefügt sein, um die Zapfenart besser zu bestimmen. Im Wappen ist jede Kombination mit anderen Wappenfiguren möglich. Ein Eichhörnchen, das einen Zapfen knabbert, ist eine heraldisch gute Darstellung.
Eine Tanne im Wappen hat oft keine oder nur eine begrenzte Anzahl Zapfen, denn für die Nadelbaumdarstellung im Schild ist der Zapfen nicht zwingend ein Erkennungsmerkmal.